# バシラン州

バシラン州

バシラン州（バシランしゅう、Province of Basilan）は、フィリピン南部ミンダナオ島の西に位置するサンボアンガ半島沖に浮かぶバシラン島が領域の州である。
旧西ミンダナオ地方（Western Mindanao, Region IX）のサンボアンガ・デル・スル州の一部であったが、地方と州の再編によりイスラム教徒ミンダナオ自治地域（Autonomous Region in Muslim Mindanao, ARMM）に組み込まれ、その1州となり、2019年にARMMからバンサモロ自治地域への移行に伴いその一部となった。
面積は1,234.2km2、人口は259,796人（2000年）、州都はイサベラ（Isabela）＝旧称バシランである。